# Молодогвардійський сільський округ
Молодогварді́йський сільський округ (каз. Молодогвардейск ауылдық округі, рос. Молодогвардейский сельский округ) — адміністративна одиниця у складі району Магжана Жумабаєва Північноказахстанської області Казахстану. Адміністративний центр та єдиний населений пункт — село Молодогвардійське.
Населення — 682 особи (2021; 1521 у 2009, 2380 у 1999, 3224 у 1989).
Станом на 1989 рік існували Ждановська сільська рада (села Восточне, Жданово, селище Ждановська) та Молодогвардійська сільська рада (село Молодгвардійське, селище Молодогвардійська) колишнього Возвишенського району. 21 червня 2019 року до складу сільського округу була включена територія ліквідованого Золотонивського сільського округу (360,00 км²).

## Склад
До складу округу входять такі населені пункти:
| Населений пункт           | Старі назви | Населення, осіб (1989) | Населення, осіб (1999) | Населення, осіб (2009) | Населення, осіб (2021) |
| ------------------------- | ----------- | ---------------------- | ---------------------- | ---------------------- | ---------------------- |
| Восточне, село            | -           | 39                     | -                      | -                      | -                      |
| Ждановська, селище        | -           | 47                     | -                      | -                      | -                      |
| Золота Нива, село         | Жданово     | 1734                   | 1145                   | 712                    | 264                    |
| Молодогвардійське, село   | -           | 1394                   | 1235                   | 809                    | 418                    |
| Молодогвардійська, селище | -           | 10                     | -                      | -                      | -                      |